# Tramwaje w Poitiers
Tramwaje w Poitiers − zlikwidowany system komunikacji tramwajowej we francuskim mieście Poitiers, działający w latach 1895−1947.

## Historia
Pierwsze tramwaje w Poitiers uruchomiono w 1895 były to tramwaje parowe. Pierwsza linia połączyła Poitiers z Saint-Martin-l'Ars. Dodatkowo w centrum miasta uruchomiono tramwaje konne. Oba systemy obejmowały dolną część miasta. W 1896 utworzono spółkę Compagnie des Tramways de Poitiers (CTN), która rozpoczęła budowę tramwajów elektrycznych w górnej części miasta. Pierwszą linię otwarto 24 września 1899. Tramwaje kursowały po torach o rozstawie szyn 1000 mm. Do obsługi sieci tramwajów elektrycznych posiadano 10 dwuosiowych wagonów z dwoma silnikami o mocy 25 KM każdy. Drugą linię tramwaju elektrycznego otwarto w 1903 na trasie place d'Armes − de la Pierre. Łącznie sieć tramwajów elektrycznych składała się z 6 km tras, po których kursowało 13 wagonów silnikowych i 6 doczepnych. W 1943 trolejbusy zastąpiły tramwaje na odcinku Gare − Place d'Armes. Ostatecznie sieć tramwajową zlikwidowano i zastąpiono siecią trolejbusową w 1947.